# Lucien Cailliet
Lucien Cailliet   (Dampierre-sur-Moivre, 22 de maig de 1891 - Woodland Hills, 3 de gener de 1985), també conegut com a Lucien Caillet fou un compositor, arranjador, director d'orquestra, clarinetista, saxofonista i professor de música nord-americà d'origen francès.
Lucien Cailliet va estudiar música clàssica al Conservatori de Dijon i al Conservatoire de Paris, on va guanyar el primer premi de clarinet el 1913, aprenent, entre altres coses, el contrapunt d'André Gedalge.
El 1915, una gira dins d'una orquestra d'harmonia de l'exèrcit francès el va portar als Estats Units, on es va establir definitivament el 1918. L'any següent (1919) es va unir a l'orquestra de Filadèlfia com a clarinet baix (també serà saxofonista i arranjador) i hi tocà fins al 1938, principalment sota la direcció de Leopold Stokowski (i també Eugene Ormandy). Mentrestant, el 1923, es va naturalitzar nord-americà.
Traslladant-se a Califòrnia, va ensenyar orquestració, contrapunt i direcció a la Universitat del Sud de Califòrnia entre 1938 i 1945 (anteriorment havia ensenyat al Curtis Institute de Filadèlfia).
A més, des del 1938 va treballar a Hollywood com a arranjador o orquestrador en quaranta-cinc pel·lícules americanes (sovint sense acreditar-se), l'última estrenada el 1957. Esmentem L'home al carrer de Frank Capra (1941), Dieu est mort (1947) i The Heroic Charge (1949) de John Ford, Terra dels faraons de Howard Hawks (1955), Els deu manaments de Cecil B. DeMille (versió de 1956) o John's Settling of Accounts a OK Corral Sturges (la seva penúltima pel·lícula com a orquestrador, 1957).
A més, va compondre la música de vint-i-dues pel·lícules americanes entre el 1947 i el 1955, inclosa Tripoli de Will Price (1950, amb John Payne i Maureen O'Hara), El tresor del Carib d'Edward Ludwig (1952, amb John Payne i Arlene Dahl) i Nit del terror d'Andrew L. Stone (la seva última pel·lícula com a compositor, el 1955, amb Jack Kelly i Vince Edwards).
En música clàssica, va fer arranjaments per a l'orquestra d'harmonia (per exemple, del poema simfònic Finlandia de Jean Sibelius el 1939) i orquestracions (com el 1937 de Quadre d'una exposició de Modest Mússorgski). També és autor de nombroses composicions per a clarinet: fantasia per a conjunt de clarinet el 1962), saxòfon (per exemple: Carnaval per a quartet de saxòfon el 1963), orquestra d'harmonia (ex.: Festivity Overture el 1955), o gran orquestra (per exemple: Memòries de Stephen Foster el 1935), entre d'altres. També li devem un mètode per a saxòfon en dos volums, publicat el 1941 i el 1942 respectivament.
A més, durant la seva carrera, Lucien Cailliet va ser el director convidat de diverses grans orquestres americanes (com la de Filadèlfia esmentada anteriorment o l'Orquestra Filharmònica de Los Angeles). També cal esmentar l'orquestra d'harmonia Allentown del 1934 al 1969 (com a director associat) i, com a director principal, la Kenosha Symphony Orchestra (Wisconsin), on va residir del 1957 al 1976. Finalment, és el fundador el 1965 (i primer director musical) de la Cherry Hill Symphonic Band, coneguda actualment com la Wind Symphony del sud de Nova Jersey.